# Journal of Alternative and Complementary Medicine
Journal of Alternative and Complementary Medicine é uma revista de acesso aberto, que publica artigos sobre relatórios analíticos, e observacionais, sobre tratamentos da medicina alternativa.